# Ordre d'Isabelle la Catholique
Ne doit pas être confondu avec Ordre d'Isabelle II.
 (octobre 2018).
Si vous disposez d'ouvrages ou d'articles de référence ou si vous connaissez des sites web de qualité traitant du thème abordé ici, merci de compléter l'article en donnant les références utiles à sa vérifiabilité et en les liant à la section « Notes et références ».
L’ordre d'Isabelle la Catholique est un ordre institué en Espagne en 1815 par Ferdinand VII, pour récompenser ceux qui avaient défendu ses domaines d'Amérique, sous l'invocation de Sainte Isabelle, reine de Portugal, morte en 1336,.
La croix est d'or, à huit pointes, surmontée d'une couronne olympique ; au milieu est l'emblème de l'Amérique, avec cet exergue : A la lealtad Acrisolada (à la loyauté éprouvée) ; le ruban est moiré blanc, avec liséré jaune d'or.
Le dernier règlement de l'ordre d'Isabelle la Catholique a été approuvé par décret royal en 1998. Sa fonction actuelle est de « récompenser les comportements extraordinaires de caractère civil, réalisés par des personnes espagnoles et étrangères, qui ont agi au profit de la nation espagnole ou contribué de façon importante à favoriser les relations d'amitié et de coopération entre la nation espagnole et le reste de la communauté internationale ». 
Actuellement, cette distinction dépend du ministère des Affaires étrangères espagnol. Le grand maître de l'ordre est le roi d'Espagne. Le grand chancelier de l'ordre est le ministre des Affaires étrangères.

## Grades
L'ordre d'Isabelle la Catholique comprend 6 classes :
- 1re classe :  chevalier/dame du collier (Collar)
- 2e classe :  chevalier/dame grand-croix (Gran Cruz)
- 3e classe :  commandeur (Encomienda de Número)
- 4e classe :  commandeur ordinaire (Encomienda)
- 5e classe :  officier (Cruz de Oficial)
- 6e classe :  chevalier/dame (Cruz)

Par ailleurs, 3 médailles sont associées à l'ordre :
- croix d'argent (Cruz de Plata)
- médaille d'argent (Medalla de Plata)
- médaille de bronze (Medalla de Bronce)

L'ordre peut être attribué à des personnes morales, dans ce cas, on attribue, l'étendard, la cravate d'étendard ou la plaque d'honneur.

## Insignes
| Insignes de l'ordre                         |                                         |                                   |                                            |                               |
|                                             |                                         |                                   |                                            |                               |
| Collier de chevalier du collier             | Plaque de chevalier du collier          | Plaque de chevalier grand-croix   | Plaque de commandeur                       | Croix de commandeur ordinaire |
|                                             |                                         |                                   |                                            |                               |
| Nœud de dame commandeur (optionnel)         | Croix d'officier                        | Nœud de dame officier (optionnel) | Croix de dame/chevalier                    | Nœud de dame (optionnel)      |
|                                             |                                         |                                   |                                            |                               |
| Croix d'argent                              | Nœud de dame croix d'argent (optionnel) | Médaille d'argent                 | Nœud de dame médaille d'argent (optionnel) | Médaille de bronze            |
|                                             |                                         |                                   |                                            |                               |
| Nœud de dame médaille de bronze (optionnel) |                                         |                                   |                                            |                               |

## Quelques titulaires

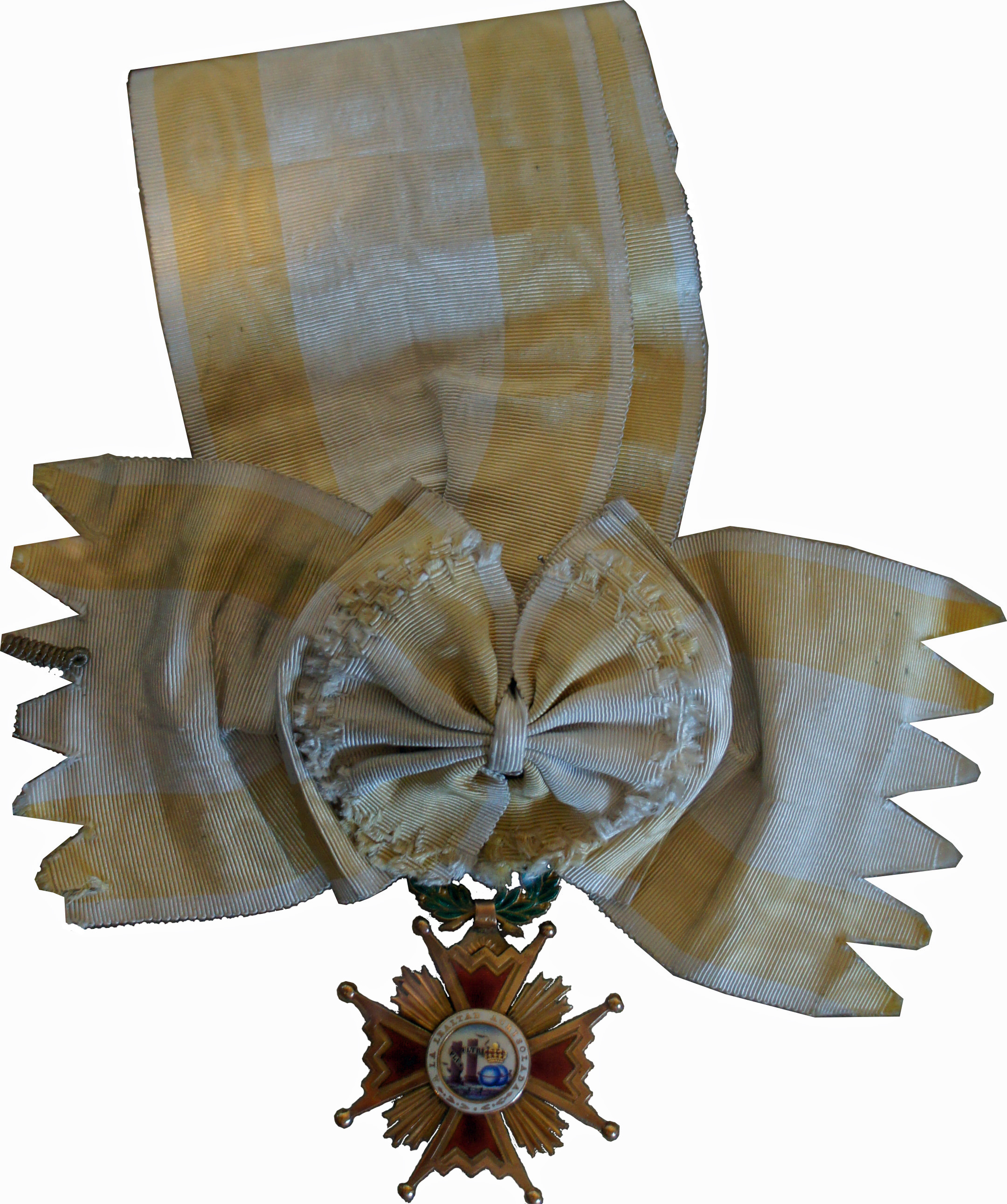
Le cordon de grand croix du général de Vassoigne, musée de Bazeilles.

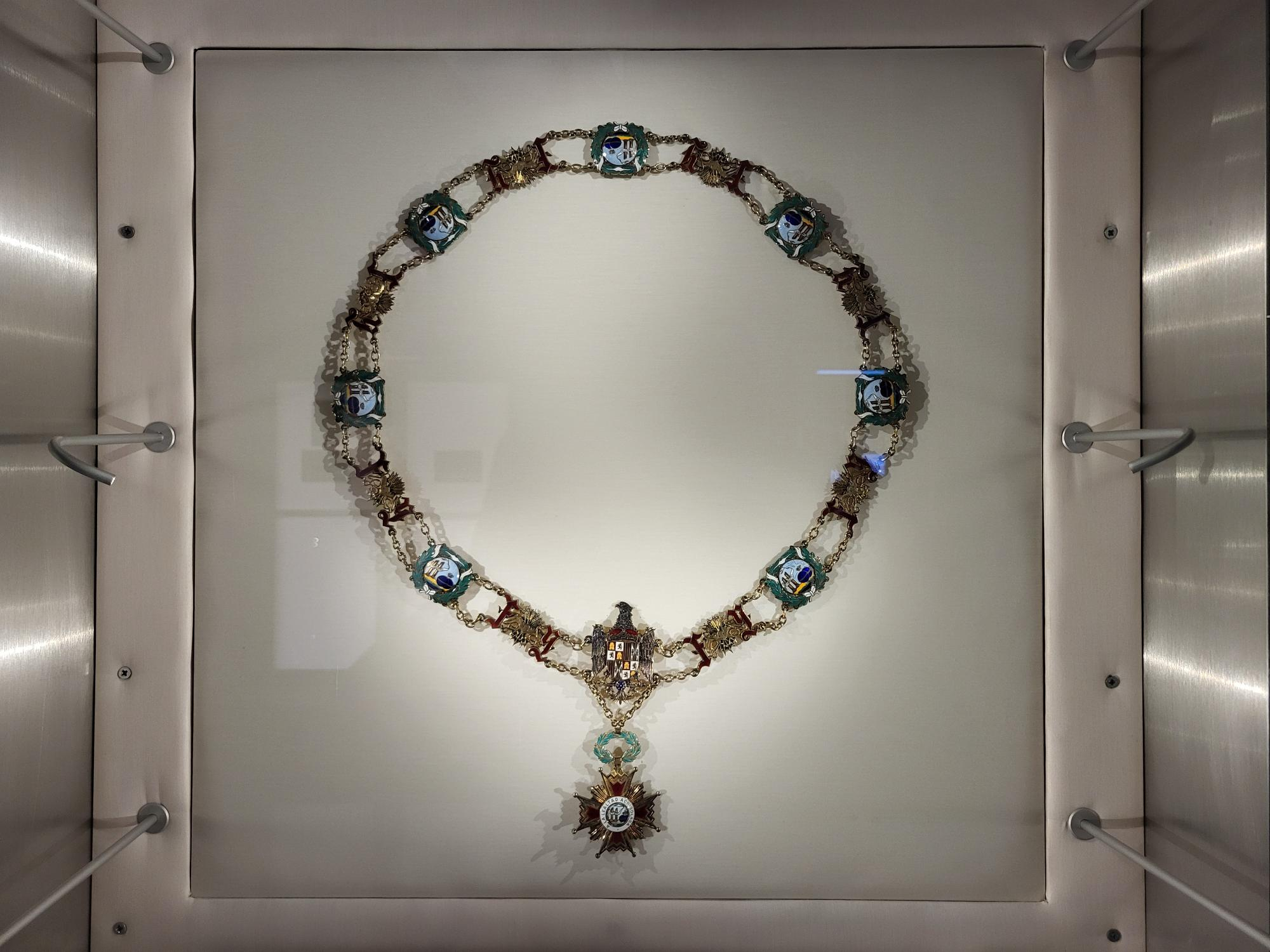
Collier de Grand-Croix de l'Ordre d'Isabelle la Catholique

Plusieurs personnalités en ont été décorées, notamment : 
Au XIXe siècle :
- Pablo Morillo: général[3].

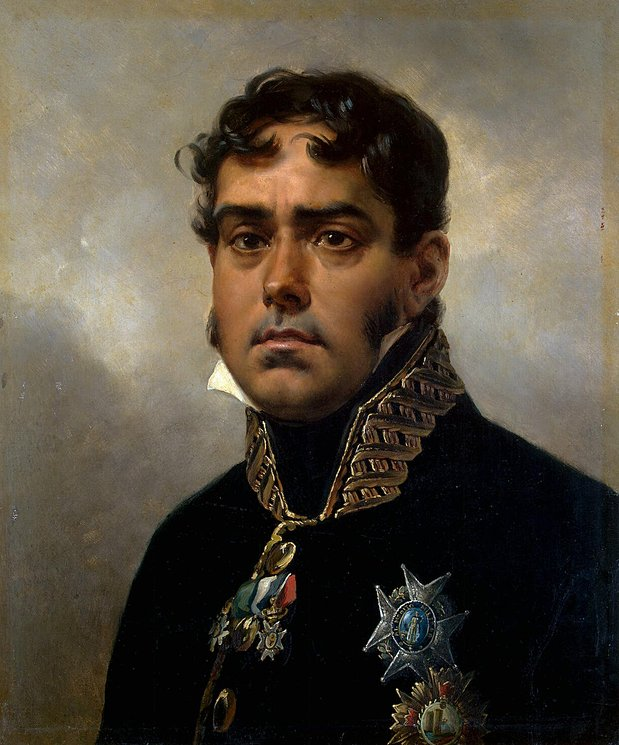
General Pablo Morillo
Horace Vernet, 1820-1822, musée de l'Ermitage, Saint-Pétersbourg

- Georges-Louis de Berthier de Grandry: général-comte de Berthier (1796-1869), gouverneur de l'Hérault. commandeur avec plaque numérotée en 1855.
- Auguste Pittaud de Forges, commandeur en date du 29 mai 1854.
- Georges Imhaus (1817-1888), directeur de la Presse et de la Librairie au ministère de l'Intérieur ; receveur général des Finances, trésorier payeur général, commandeur de l'ordre d'Isabelle la Catholique avec plaque.
- Henri Rieunier.
- Gustave Marchegay, architecte.
- Armand Jean Antoine Louis de Dax[4].
- Gustave Rives.
- Juan Nepomuceno de Vial y Eydelin.
- Élie de Vassoigne, grand croix[5].
- Philippe Van der Haeghen.
- Antonio Luis von Hoonholtz, baron de Tefé.
- Auguste de Tallenay.
- Henry Vignaud.
- Sirus Pirondi, médecin.
- Jules Pighetti de Rivasso.
- Firmin Rogier

Au XXe siècle :
- Jacques Chaban-Delmas, commandeur,
- Baron Édouard Louis Joseph Empain, ingénieur belge, bâtisseur du métro de Paris,
- Maurice Ravel en 1932,
- Paul Valéry en 1932,
- G. Jean-Aubry en 1933,
- Salvador Dalí,
- Luis Mariano en 1958,
- Elisabeth Regnault de Montgon-Fouillade († en 2014), vice-présidente de la région Auvergne,
- Habib Bourguiba,
- Kofi Annan,
- Alphonse de Bourbon,
- Michelle Bachelet,
- Philippe Bouvard,
- Saddam Hussein,
- Carlos Fuentes,
- Valéry Giscard d'Estaing[6]
- Raymond Barre
- Carlos Núñez,
- Étienne Vatelot,
- Philippe Roberts-Jones,
- Abdelaziz Meziane Belfkih, royaume du Maroc.
- Fabiola de Mora y Aragón, grand croix,

Au XXIe siècle :
- Lalla Salma, princesse du royaume du Maroc,
- Philippe Douste-Blazy,
- Prince Dominique de La Rochefoucauld-Montbel, grand officier
- Bernard Squarcini, grand-croix,
- Manuel Valls.
- Othman Benjelloun (2007)[7].
- Jan Eliasson (2008)[8].
- Anne Hidalgo (2010)[9].
- René Chamussy (2012)[10].
- Mahmoud Choucair (2012)[11].
- Jean-Louis Augé (2012)[12].
- Javier Niño Pérez (2014)[13].
- Ibrahim Najjar (2015)[14]
- Jean-Yves Le Drian (2016)[15].
- Juan García Muñoz (2021)[16].
- Tamim ben Hamad Al-Thani (2022)[17].
- Jérôme Parada (2023)[18].
- Patxo Ordonez (2023)[19].
- Nancy Pelosi (2023)[20].
- Frederik et Mary (2023)[21].
- Anne Mourani Frangié (2024)[22].
- Maria Teresa Añaños Colon (2024)[23].
- Adela Blanes[24]
- Eusebio Leal

## Dépossession des distinctions
Le gagnant de l'une des catégories qui a été condamné pour la commission d'un délit intentionnel ou public et qui a clairement commis des actes contraires aux raisons déterminant l'octroi de la distinction peut, en vertu d'un dossier ouvert d'office ou d'une plainte motivée, et avec l'intervention du Procureur de l'Ordre Royal, être privé du titre correspondant à la distinction accordée, décision qui correspond à la personne qui l'a accordée.